# The Parent 'Hood
The Parent 'Hood és una sitcom estatunidenca que va estar en antena en el canal The WB des del 18 de gener de 1995 al 25 de juliol de 1999. Protagonitzaven la sèrie Robert Townsend i Suzzanne Douglass.

## Resum
La sèrie és sobre una família negra de classe mitjana alta a Harlem, Ciutat de Nova York, els Petersons. Robert Peterson (Robert Townsend) és un professor universitari a la Universitat de Nova York, i la seva muller Jerri (Suzzanne Douglass) és una estudiant de dret. Intenten equilibrar les seves vides, el seu treball, i els seus quatre fills alhora. Les edats dels quatre fills estan entre nens petits i adolescents. Els més grans, Michael de 16 anys (Kenny Blank) i Zaria de 15 anys (Reagan Gomez-Preston), estan arribant a aquella edat on són frisosos de volar i estan preparats per experimentar amb altres. Nicholas (Curtis Williams) és un nen de 8 anys que està tot el dia fent entremaliadures. Cece, de 4 anys (Ashli Amari Adams) és l'estimat de la família.
I amb el seu propi punt de vista excèntric, el camarada d'infantesa de Robert, Wendell (Faizon Love).
L'amor de Robert pels seus fills -combinat amb la seva imaginació vívida (amb freqüents seqüències de fantasia) i energia impulsiva - l'empeny per fer coses extraordinàries en el seu benefici mentre contínuament somnia solucions no tradicionals a problemes familiars tradicionals. Molts crítics com l'Associated Press i L'Atlanta Journal-Constitution s'hi refereixen com The Cosby Show dels anys 1990.

## Canvis en el repartiment
Durant la seva cinquena temporada, cada temporada hi havia canvis de repartiment i no tots s'explicaven. Carol Woods, que interpretava Mrs. Wilcox, la mare de la majordona i mare de Wendell, deixava la sèrie després de la primera temporada. Bobby McGee, que interpretava un dels amics d'infantesa de Robert, també deixava la sèrie al mateix temps. Faizon Love, que era un personatge recurrent a la primera temporada, es convertia en regular la segona. A la quarta temporada, Kenny Blank, que interpretava Michael Peterson, deixava la sèrie; el seu personatge tenia sentit fora de l'escola. La sortida de Blank anava amb les de Nigel Thatch i Tasha Scott. Thatch interpretava Shakeim, lluitador per Zaria, però encantador amic, i Scott interpretava Theresa, que era l'amiga de Zaria i el cantant principal en la banda de Michael. La temporada tres acabada amb un suspens que mai no s'explicava, amb Shakeim que marxava per començar al college de Morehouse i Skye interpreta Shyheim, un altre membre de la banda de Michael, que confessava que li agradava Zaria. Shakeim decideix quedar-se i anar a la NYU a la tardor. Mentre Zaria i Skye començaven a parlar de la situació, Shakeim passeja per l'habitació.

### Temporades posteriors
El show prenia un gir diferent a començaments de la temporada 1997- 1998. Michael (Blank) sortia de la sèrie i la seva absència era explicada perquè marxava a la Universitat. Amb el seu fill més gran a la Universitat, Robert permet a un preocupat adolescent d'una residència de joves viure amb ell i la seva família. El pare de T.K. (Tyrone Burton) era un ex-pres, i la seva mare (Bern Nadette Stanis) era una drogoaddicta que literalment el deixava al carrer. Jerri era l'única persona que no abandonava T.K., i li dona la benvinguda a casa seva, tot i que Robert pensava que no era una bona idea.
Durant aquesta temporada, més històries d'adolescents s'afegien i molts d'amics del carrer que intenten ajudar-los a refer les seves vides. Un personatge, Boo, interpretat pel rapper Da Brat aconsegueix el diploma de l'institut gràcies a Robert i a T.K.
A la quarta temporada (1997–98), T.K. té una baralla amb uns quants brètols i Robert intenta de parlar d'ell sobre el tema. Robert i T.K. marxen i els brètols disparen amb la pistola, acabant l'episodi amb suspens. La temporada final es posava en quarantena després de l'episodi del suspens, i no retornava fins al 23 de maig de 1999, un any després. En l'últim parell d'episodis a la cinquena temporada, Jerri n'està fart de T.K. i fa que el tregui de casa, però abans que es traslladi, T.K. i la família comprova que Robert ha caigut en un coma. Mentre és en coma, Robert es troba un àngel de la guarda anomenat Max (Barry Sobel) i convenç Robert de canviar d'opinió sobre el tiroteig i T.K. Robert finalment es desperta del coma i ho perdona tot.
En l'últim episodi, que no va ser produït ni escrit com l'últim episodi, Jerri i Robert renoven les seves promeses de casament i el repartiment es veu ballant en un tren abans de la interrupció publicitària final.

## Repartiment
- Robert Townsend com Robert Peterson
- Ashli Adams com CeCe Peterson
- Curtis Williams com Nicholas Peterson
- Kenny Blank com Michael Peterson (Temporada 1–;3)
- Tyrone Burton com T.K. Anderson (Temporada 4–;5)
- Suzzanne Douglass com Jerri Peterson
- Reagan Gomez-Preston com Zaria Peterson
- Faizon Love com Wendell Wilcox (Temporada 1–;4)
- Kelly Perine com Kelly Peterson (Temporada 5)
- Carol Woods com Mrs. Wilcox (Temporada 1)